# Clathria fromontae
Clathria fromontae är en svampdjursart som beskrevs av Hooper 1996. Clathria fromontae ingår i släktet Clathria och familjen Microcionidae. Inga underarter finns listade i Catalogue of Life.